# Erval Seco
Erval Seco é um município brasileiro do estado do Rio Grande do Sul. A origem do nome vem dos de grandes ervais (pés de erva-mate) que ali se encontravam e pegaram fogo[carece de fontes?].

## Geografia
Localiza-se a uma latitude 27º32'57" sul e a uma longitude 53º30'15" oeste, estando a uma altitude de 425 metros. Sua população estimada em 2016 foi de 7.715 habitantes.

## História
O município de Erval Seco pertencia à extensão de terras de Palmeira das Missões. A colonizadora pertencente a Herman Meyer, alemão, adquiriu as terras onde hoje se encontra a cidade. Ao sudeste do município, as terras eram de propriedade do Capitão Balbino Pereira dos Santos. Ao sudoeste, eram de propriedade do Coronel Serafim de Moura Reis Neto. Ao norte, pertenciam ao município de Tenente Portela. 
A colonizadora Herman Meyer contratou agrimensores para planificar a área. Essa área fora demarcado por meados de 1918. O mesmo agrimensor fez a planta baixa da cidade, em uma região que era possível construir. As ruas foram abertas e foram feitos lotes de 100 x 100 m ao longo de vasta extensão territorial. Ali se radicou uma população predominantemente alemã, mas também fortemente italiana. Além de italianos e alemães, existiam resquícios de lusitanos e negros, havendo ainda brasileiros. 
O projeto da colonizadora seria implantar uma cidade tipicamente alemã. Porém, coma falência da mesma, esse sonho nunca veio se tornar realidade. Com o fim do coronelismo em Erval Seco, em meados dos anos de 1950, as únicas esperanças de se tornar um local próspero se foram e a localidade mergulhou na estagnação. 
Recebeu sua emancipação política em 12 de abril de 1964, tendo como primeiro prefeito o Sr. Ediberto Schimidt (PMDB). Nessa época, a localidade já estava estagnada. A passos lentos se desenvolveu.
A partir do ano de 2000, muita coisa aconteceu. A cidade retomou o crescimento econômico, apesar de registrar forte êxodo rural para locas como a região metropolitana gaúcha. Efetivamente, após 2010 fora notado o ápice de desenvolvimento sócio-econômico municipal. A construção civil está em alta, a agricultura se tornou produtiva e diversificada, havendo desde pequenas propriedades familiares rurais, até grandes produtores da monocultura da soja, milho e trigo. Também é importante ressaltar a participação das agroindústrias na economia local. Além disso, o município conta com um polo industrial de malhas, tendo vários empresários do ramo. Também há fábricas do ramos alimentício. 
Na região do Alto Uruguai, o município se destaca na questão energética. Possui dois rios principais, o Rio Guarita e o Rio Fortaleza que são amplamente aproveitados para a geração de energia elétrica, havendo quatro usinas hidrelétricas de pequeno porte, uma de médio porte e outra dessa mesma categoria em fase final de construção. Em uma das usinas hidrelétricas de pequeno porte, sendo essa uma geradora estadual de eletricidade pertencente à CEEE,também existe uma subestação regional, responsável pela iluminação do extremo norte gaúcho.